# Centre hospitalier universitaire d'Helsinki
Hôpital central universitaire d'Helsinki (HUCH) (en finnois : Helsingin seudun yliopistollinen keskussairaala, en suédois : Helsingfors universitets centralsjukhus) est le plus grand Centre hospitalier universitaire de Finlande.

## Description
Le CHU comprend 17 hôpitaux à Helsinki, Espoo, Vantaa, Kerava, Kirkkonummi et Kauniainen.
Il traite de toutes les spécialités médicales majeures.
Il est géré par le HUS jusqu'au 1er janvier 2023.
À partir du 1er janvier 2023, il sera géré par le groupe HUS,.

## Hôpitaux du HUCH
- Hôpital d'Aurora
- Hôpital d'Herttoniemi
- Hôpital de dermatologie et des allergies (fi)
- Hôpital de Jorvi
- Hôpital chirurgical
- Maternité du CHU d'Helsinki (fi)
- Hôpitaux pour enfants et adolescents
  - Clinique pédiatrique de Meilahti
  - Château des enfants
  - Hôpital pour enfants
- Hôpital de Meilahti
- Clinique d'obstétrique et de gynécologie
- Hôpital de Peijas
- Centre psychiatrique du CHU d'Helsinki
- Hôpital d'ophtalmologie et d'oto-rhino-laryngologie
- Clinique d'oncologie du CHU d'Helsinki
- Hôpital de Töölö